# Institut für internationale Politik und Wirtschaft
Das Institut für internationale Politik und Wirtschaft (IPW) war ein Institut der DDR zur Erforschung des „Imperialismus“ in der Bundesrepublik.

## Gründung
Das Politbüro der SED und der Ministerrat der Deutschen Demokratischen Republik beschlossen im Juli 1971 die Gründung des Instituts für Internationale Politik und Wirtschaft mit Sitz in der Hauptstadt Ost-Berlin. Es entstand als Zusammenschluss des Deutschen Instituts für Zeitgeschichte (DIZ), des Deutschen Wirtschaftsinstituts (DWI) und des Staatssekretariats für westdeutsche Fragen. 1976 wurde das IPW um den Namenszusatz „der DDR“ ergänzt und hieß seitdem Institut für internationale Politik und Wirtschaft der DDR.

## Leitung
Zum ersten Direktor des Instituts für Internationale Politik und Wirtschaft wurde Professor Herbert Häber berufen. Die Professoren Stefan Doernberg und Lutz Maier wurden Mitglieder der Direktion und Stellvertreter des Direktors. Nachfolger von Herbert Häber als Direktor wurde 1973 auf dessen Vorschlag Max Schmidt, bis dahin der stellvertretende Leiter der Westabteilung des Zentralkomitees der SED. Dies blieb er bis 1990.

## Promotionsrecht und Habilitationsrecht
1975 wurde zuerst das Promotionsrecht dem IPW durch das Ministerium für das Hoch- und Fachschulwesen der DDR verliehen. 1981 folgte das Habilitationsrecht.

## Auflösung
Das Institut für Internationale Politik und Wirtschaft wurde 1990 aufgelöst. Es hatte zu diesem Zeitpunkt 350 wissenschaftliche Mitarbeiter beschäftigt.

## IPW als Herausgeber
Das IPW gab drei Publikationen heraus.
- IPW-Berichte[5][6]
- IPW-Forschungshefte[7][8]
- IPW-Informationsdienst[9][10]